# Commission écossaise de révision des affaires criminelles
La Commission écossaise de révision des affaires criminelles, en anglais la Scottish Criminal Cases Review Commission (SCCRC), est un organisme chargé d'enquêter sur les éventuelles erreurs judiciaires survenues en Écosse. Elle a le pouvoir de renvoyer les affaires qu'elle juge problématiques devant la Haute Cour de justice.
Il s'agit d'une autorité administrative indépendante (non-departmental public body) créée par le Criminal Procedure (Scotland) Act 1995. Elle est basée à Glasgow et entre en fonction en avril 1999. Elle est l'équivalent écossais de la Criminal Cases Review Commission, dont la juridiction couvre le reste du Royaume-Uni.
Elle est notamment intervenue dans l'affaire de l'attentat de Lockerbie et du procès ayant suivi dans les années 2000.